# Ranchos
Ranchos es la ciudad cabecera del partido de General Paz, municipio ubicado en el interior de la provincia de Buenos Aires. Ranchos está situado al noreste del territorio provincial, sobre la RP 29, a 120 km de Buenos Aires y a 85 km de La Plata.

## Historia
- El 1.er. Virrey del Río de la Plata Pedro de Cevallos, proyecta resolver la ofensiva de los indios, sobre la línea de fronteras, con una expedición militar, nunca concretada. El siguiente Virrey Juan José de Vértiz - imposibilitado de accionar con esa idea - modifica la línea defensiva, por entonces hasta el norte del río Salado, llevándola hacia el sur. Así, designa al Tte. Cnel. Francisco Betbezé de Ducós, para escoger los mejores sitios para el avance. De resultas, se funda el "Fortín y Pueblo de Ranchos"
- 1779, Betbezé informa al virrey, de no modificar la línea de los fuertes existentes; propone un nuevo Fortín en la "Laguna del Taqueño", entre las Lagunas de Chascomús y de Monte
- 1780, es aprobada y decretada el Reducto
- 1781 finaliza la construcción del Fortín, conducido por el Comandante Gral. de Fronteras Juan José de Sardén. El pueblo se delinea, progresando bien, al amparo del fuerte. Dependía del "Pago de la Magdalena", Betbezé lo bautizó "Nuestra Señora del Pilar de los Ranchos", por los ranchos (chozas de adobe y paja) que eran las únicas construcciones que había.
- 1784 se divide en los partidos de Magdalena, Quilmes y de San Vicente, donde Ranchos a integrar el último hasta 1821, creándose el de Ranchos y de Monte.
- 1822 se nombra juez de paz de Ranchos. El 1.er. primitivo del pueblo fue "Nuestra Señora del Pilar de los Ranchos", pero con los años cayó en desuso, llamándose Ranchos a pueblo y General Paz al partido
- 1888 a las 3.20 del 5 de junio último cimbronazo por el terremoto del Río de la Plata de 1888
- 1891 se promulga la ley disponiendo que se llamasen "General Paz", pueblo y partido. Pero perduró el nombre de Ranchos por la "estación de ferrocarril"
- En febrero de 1972, se restituye a la ciudad cabecera de partido la denominación "Ranchos", manteniéndose para el Partido el de "General Paz".

## Geografía

### Población
Cuenta con 7916 habitantes (Indec, 2010), lo que representa un incremento del 12% frente a los 7333 habitantes (Indec, 2001) del censo anterior.
| Gráfica de evolución demográfica de Ranchos entre 1869 y 2010 |
|                                                               |
| Fuentes: INDEC                                                |

## Toponimia
Debe su típico nombre al tipo de construcciones en la época colonial.

## Región Productiva
- COPRODER: Consejo Productivo de Desarrollo Regional- Región Cuenca del Salado

## Educación
En 1960 se funda el Colegio Nacional Anexo Comercial. Por decreto número 9.500/59, se autoriza la creación del colegio nacional en Ranchos, inaugurándose el ciclo el 28 de marzo de 1960, a provisionalmente cargo de la señora directora interina profesora, Josefina A. M. DE PERISSE, en presencia de autoridades municipales, alumnos y público en general.
No olvidemos la Escuela de Educación Agropecuaria N.1, fundada en 1978, nivel secundario, donde los alumnos pueden recibirse de Bachiller Agrario y/o Técnico Agrario. La escuela originalmente utilizó un predio cedido por la Sociedad Rural de Gral Paz, y a mediados de los 90 inauguró su nuevo edificio justo en el sitio donde antes se realizaban únicamente las prácticas rurales de  los alumnos. La escuela se encuentra sobre la Av. Garay, entrando al pueblo de  Ranchos por ruta  29.

## Laguna de Ranchos
La ciudad de Ranchos cuenta con una hermosa laguna en donde se puede pasar un día en familia en contacto con la naturaleza, aves y árboles autóctonos[cita requerida]. Además, el lugar cuenta con un campamento para acampar y la posibilidad de practicar la pesca deportiva y canotaje, también pileta climatizada

## Festival de Fortines
En enero. Declarado de Interés municipal y provincial, en el marco de los festejos por el 224.º aniversario de una ciudad que resguarda memoria en su gente y sus construcciones, típicas de la época colonial. Se realiza en la Isla Central de la Laguna de Ranchos, con un espejo de agua de 35 ha

## Parroquia Ntra. Sra. del Pilar
En calle Julio Dantas 3052. Fue construida en 1863 y posee la imagen de Nuestra Señora del Pilar, traída desde Zaragoza (España) por los primeros inmigrantes llegados a Ranchos.
Nuestra Señora del Pilar es la Patrona del pueblo, en que se celebra todos los 12 de octubre. Durante todo el mes de octubre se realizan innumerables actos en honor a la Virgen del Pilar.

## Réplica del fuerte
Fue creado en 1967, similar al construido en 1781 con la fundación del pueblo de Nuestra Señora del Pilar de los Ranchos.

## Museo Histórico
Fue inaugurado el 12 de octubre de 1964, en el solar de una antigua casa del siglo XIX. Tiene las veredas originales, con dos cañones de la época de la fundación, también la cubierta de tejas como parte original del edificio y consta de varias habitaciones, con objetos de época donados por familias de la zona, armas, farolas de principios del siglo XIX y figuras de personajes de época en cera.

## Emisoras de  Radio
Fm General Paz 96.3, Comenzó el 25 de mayo de 1978 emitiendo como circuito cerrado. En 1989 se trasformó en Frecuencia Modulada (FM) emitiendo en el 96.3Mhz.. Luego se sumaron: 103.3 un sueño en el aire,  90.7 fm la palabra, 105.7 fm tradición,  88.9 fm huenen y TOTAL 98.5 (Radio de clásicos) 

## Parroquias de la Iglesia católica en Ranchos
| Diócesis  | Chascomús                |
| --------- | ------------------------ |
| Parroquia | Nuestra Señora del Pilar |